# Sigurd Odland
Sigurd Vilhelm Odland (født 5. december 1857 i Bergen, død 30. april 1937 i Oslo) var en norsk teolog.
Odland blev student 1875, cand. theol. 1879, universitetsstipendiat i teologi 1883, 1889 Dr. theol. på afhandlingen Jakobs Brev til de tolv Stammer i Adspredelsen, indledet og fortolket, 1894 professor i nytestamentlig eksegese ved Kristiania Universitet.
Fra dette embede tog han afsked 1906 som protest mod dem liberale teolog Johannes Ordings udnævnelse til professor i systematisk teologi (se hans i anledning af denne sag udgivne Redegjørelse til Trosfæller i den norske Kirke).
Ved oprettelsen af Menighetsfakultetet 1907 blev han dettes første lærer i nytestamentlige fag, men trådte 1916 tilbage på grund af uoverensstemimelse med kirken angående kvindens stilling i menigheden, og har senere været lærer ved Kinamissionsforbundets skole i Aker.
Odland blev 1891 den første formand for det Norske lutherske Indremissionsselskab, var 1900—09 medredaktør af Luthersk Kirketidende og 1900—05 medudgiver af Norsk teologisk Tidsskrift, ligesom han har været medarbejder ved den ny oversættelse af det Nye Testament (af 1905).
Bland hans skrifter, der vidner om betydelig lærdom og dialektisk færdighed, kan foruden de allerede omtalte nævnes Kristofer Janson og det Nye Testamente (1886), Apostolatets Begreb og Oprindelse (1899), Det Nye Testamentes Tekst (1917), Johannesevangeliets egthet (1920), Den nytestamentlige Kanon (1922), Fortolkning av Mathæus' evangelium (1926) og Fortolkning av Jakobs, Peters, Judas' og Johannes' breve (1927).